# Batman (Fernsehserie)/Episodenliste
Diese Episodenliste enthält alle Episoden der US-amerikanischen Fernsehserie Batman, sortiert nach der US-amerikanischen Erstausstrahlung. Zwischen 1966 und 1968 entstanden in drei Staffeln insgesamt 120 Episoden mit einer Länge von jeweils etwa 25 Minuten.

## Übersicht
| Staffel | Episodenanzahl | Erstausstrahlung USA | Erstausstrahlung USA | Deutschsprachige Erstausstrahlung | Deutschsprachige Erstausstrahlung |
| Staffel | Episodenanzahl | Staffelpremiere      | Staffelfinale        | Staffelpremiere                   | Staffelfinale                     |
| ------- | -------------- | -------------------- | -------------------- | --------------------------------- | --------------------------------- |
| 1       | 34             | 12. Januar 1966      | 5. Mai 1966          | 6. Oktober 1989                   | 10. Februar 1990                  |
| 2       | 60             | 7. September 1966    | 30. März 1967        | 24. November 1989                 | 18. Oktober 1992                  |
| 3       | 26             | 14. September 1967   | 14. März 1968        | 18. August 1990                   | 29. November 1992                 |

## Staffel 1
Die Erstausstrahlung der ersten Staffel war vom 12. Januar bis zum 5. Mai 1966 auf dem US-amerikanischen Sender ABC zu sehen. Die deutschsprachige Erstausstrahlung fand vom 6. Oktober 1989 bis zum 10. Februar 1990, vermischt mit der zweiten Staffel, auf dem Sender Sat.1 statt.
| Nr. (ges.) | Nr. (St.) | Deutscher Titel                              | Originaltitel                           | Erstausstrahlung USA | Deutschsprachige Erstausstrahlung (D) | Regie               | Drehbuch                                 | Gastauftritt (Darsteller)     |
| ---------- | --------- | -------------------------------------------- | --------------------------------------- | -------------------- | ------------------------------------- | ------------------- | ---------------------------------------- | ----------------------------- |
| 1          | 1         | Rätselhafter Rätselkönig, Teil 1 & 2         | Hi Diddle Riddle                        | 12. Jan. 1966        | 6. Okt. 1989                          | Robert Butler       | Lorenzo Semple, Jr.                      | Riddler (Frank Gorshin)       |
| 2          | 2         | Rätselhafter Rätselkönig, Teil 1 & 2         | Smack in the Middle                     | 13. Jan. 1966        | 7. Okt. 1989                          | Robert Butler       | Lorenzo Semple, Jr.                      | Riddler (Frank Gorshin)       |
| 3          | 3         | Gefiederte Lumpen, Teil 1 & 2                | Fine Feathered Finks                    | 19. Jan. 1966        | 27. Okt. 1989                         | Robert Butler       | Lorenzo Semple, Jr.                      | Pinguin (Burgess Meredith)    |
| 4          | 4         | Gefiederte Lumpen, Teil 1 & 2                | The Penguin’s a Jinx                    | 20. Jan. 1966        | 28. Okt. 1989                         | Robert Butler       | Lorenzo Semple, Jr.                      | Pinguin (Burgess Meredith)    |
| 5          | 5         | Die Demaskierung, Teil 1 & 2                 | The Joker Is Wild                       | 26. Jan. 1966        | 3. Nov. 1989                          | Don Weis            | Robert Dozier                            | Joker (Cesar Romero)          |
| 6          | 6         | Die Demaskierung, Teil 1 & 2                 | Batman Is Riled                         | 27. Jan. 1966        | 4. Nov. 1989                          | Don Weis            | Robert Dozier                            | Joker (Cesar Romero)          |
| 7          | 7         | Batman auf Eis, Teil 1 & 2                   | Instant Freeze                          | 2. Feb. 1966         | 10. Nov. 1989                         | Robert Butler       | Max Hodge                                | Mr. Freeze (George Sanders)   |
| 8          | 8         | Batman auf Eis, Teil 1 & 2                   | Rats Like Cheese                        | 3. Feb. 1966         | 11. Nov. 1989                         | Robert Butler       | Max Hodge                                | Mr. Freeze (George Sanders)   |
| 9          | 9         | Zelda die Große, Teil 1 & 2                  | Zelda the Great                         | 9. Feb. 1966         | 8. Dez. 1989                          | Norman Foster       | Lorenzo Semple, Jr.                      | Zelda die Große (Anne Baxter) |
| 10         | 10        | Zelda die Große, Teil 1 & 2                  | A Death Worse Than Fate                 | 10. Feb. 1966        | 9. Dez. 1989                          | Norman Foster       | Lorenzo Semple, Jr.                      | Zelda die Große (Anne Baxter) |
| 11         | 11        | Riddlers Ratten rauben Boris, Teil 1 & 2     | A Riddle a Day Keeps the Riddler Away   | 16. Feb. 1966        | 15. Dez. 1989                         | Tom Gries           | Fred De Gorter                           | Riddler (Frank Gorshin)       |
| 12         | 12        | Riddlers Ratten rauben Boris, Teil 1 & 2     | When the Rat’s Away, the Mice Will Play | 17. Feb. 1966        | 16. Dez. 1989                         | Tom Gries           | Fred De Gorter                           | Riddler (Frank Gorshin)       |
| 13         | 13        | Der 13. Hut, Teil 1 & 2                      | The Thirteenth Hat                      | 23. Feb. 1966        | 6. Jan. 1990                          | Norman Foster       | Charles Hoffman                          | Mad Hatter (David Wayne)      |
| 14         | 14        | Der 13. Hut, Teil 1 & 2                      | Batman Stands Pat                       | 24. Feb. 1966        | 6. Jan. 1990                          | Norman Foster       | Charles Hoffman                          | Mad Hatter (David Wayne)      |
| 15         | 15        | Verteufelte Automaten, Teil 1 & 2            | The Joker Goes to School                | 2. Mär. 1966         | 20. Okt. 1989                         | Murray Golden       | Lorenzo Semple, Jr.                      | Joker (Cesar Romero)          |
| 16         | 16        | Verteufelte Automaten, Teil 1 & 2            | He Meets His Match, the Grisly Ghoul    | 3. Mär. 1966         | 21. Okt. 1989                         | Murray Golden       | Lorenzo Semple, Jr.                      | Joker (Cesar Romero)          |
| 17         | 17        | Das falsche Gesicht, Teil 1 & 2              | True or False Face                      | 9. Mär. 1966         | 22. Dez. 1989                         | William A. Graham   | Stephen Kandel                           | False Face (Malachi Throne)   |
| 18         | 18        | Das falsche Gesicht, Teil 1 & 2              | Holy Rat Race                           | 10. Mär. 1966        | 23. Dez. 1989                         | William A. Graham   | Stephen Kandel                           | False Face (Malachi Throne)   |
| 19         | 19        | Die Katze lässt das Mausen nicht, Teil 1 & 2 | The Purr-fect Crime                     | 16. Mär. 1966        | 13. Okt. 1989                         | James Sheldon       | Lee Orgel & Stanley Ralph Ross           | Catwoman (Julie Newmar)       |
| 20         | 20        | Die Katze lässt das Mausen nicht, Teil 1 & 2 | Better Luck Next Time                   | 17. Mär. 1966        | 14. Okt. 1989                         | James Sheldon       | Lee Orgel & Stanley Ralph Ross           | Catwoman (Julie Newmar)       |
| 21         | 21        | Alle Macht dem Pinguin, Teil 1 & 2           | The Penguin Goes Straight               | 23. Mär. 1966        | 13. Jan. 1990                         | Leslie H. Martinson | Lorenzo Semple, Jr. & John Cardwell      | Pinguin (Burgess Meredith)    |
| 22         | 22        | Alle Macht dem Pinguin, Teil 1 & 2           | Not Yet, He Ain’t                       | 24. Mär. 1966        | 13. Jan. 1990                         | Leslie H. Martinson | Lorenzo Semple, Jr. & John Cardwell      | Pinguin (Burgess Meredith)    |
| 23         | 23        | Der Ring aus Wachs, Teil 1 & 2               | The Ring of Wax                         | 30. Mär. 1966        | 29. Dez. 1989                         | James B. Clark      | Jack Paritz & Bob Rodgers                | Riddler (Frank Gorshin)       |
| 24         | 24        | Der Ring aus Wachs, Teil 1 & 2               | Give ’Em the Axe                        | 31. Mär. 1966        | 30. Dez. 1989                         | James B. Clark      | Jack Paritz & Bob Rodgers                | Riddler (Frank Gorshin)       |
| 25         | 25        | Der Maharadscha von Nimpah, Teil 1 & 2       | The Joker Trumps an Ace                 | 6. Apr. 1966         | 20. Jan. 1990                         | Richard C. Sarafian | Francis M. Cockrell & Marian B. Cockrell | Joker (Cesar Romero)          |
| 26         | 26        | Der Maharadscha von Nimpah, Teil 1 & 2       | Batman Sets the Pace                    | 7. Apr. 1966         | 20. Jan. 1990                         | Richard C. Sarafian | Francis M. Cockrell & Marian B. Cockrell | Joker (Cesar Romero)          |
| 27         | 27        | Der verrückte Pharao, Teil 1 & 2             | The Curse of Tut                        | 13. Apr. 1966        | 27. Jan. 1990                         | Charles R. Rondeau  | Robert C. Dennis & Earl Barret           | King Tut (Victor Buono)       |
| 28         | 28        | Der verrückte Pharao, Teil 1 & 2             | The Pharaoh’s in a Rut                  | 14. Apr. 1966        | 27. Jan. 1990                         | Charles R. Rondeau  | Robert C. Dennis & Earl Barret           | King Tut (Victor Buono)       |
| 29         | 29        | Die Bücherwurm-Affäre, Teil 1 & 2            | The Bookworm Turns                      | 20. Apr. 1966        | 3. Feb. 1990                          | Larry Peerce        | Hendrik Vollaerts                        | Bookworm (Roddy McDowall)     |
| 30         | 30        | Die Bücherwurm-Affäre, Teil 1 & 2            | While Gotham City Burns                 | 21. Apr. 1966        | 3. Feb. 1990                          | Larry Peerce        | Hendrik Vollaerts                        | Bookworm (Roddy McDowall)     |
| 31         | 31        | Das Stummfilmfestival, Teil 1 & 2            | Death in Slow Motion                    | 27. Apr. 1966        | 10. Feb. 1990                         | Charles R. Rondeau  | Richard Carr                             | Riddler (Frank Gorshin)       |
| 32         | 32        | Das Stummfilmfestival, Teil 1 & 2            | The Riddler’s False Notion              | 28. Apr. 1966        | 10. Feb. 1990                         | Charles R. Rondeau  | Richard Carr                             | Riddler (Frank Gorshin)       |
| 33         | 33        | Der Pinguin schlägt zu, Teil 1 & 2           | Fine Finny Fiends                       | 4. Mai 1966          | 17. Nov. 1989                         | Tom Gries           | Sheldon Stark                            | Pinguin (Burgess Meredith)    |
| 34         | 34        | Der Pinguin schlägt zu, Teil 1 & 2           | Batman Makes the Scenes                 | 5. Mai 1966          | 18. Nov. 1989                         | Tom Gries           | Sheldon Stark                            | Pinguin (Burgess Meredith)    |

## Staffel 2
Die Erstausstrahlung der zweiten Staffel war vom 7. September 1966 bis zum 30. März 1967 auf dem US-amerikanischen Sender ABC zu sehen. Die deutschsprachige Erstausstrahlung fand vom 24. November 1989 bis zum 26. August 1990, vermischt mit der ersten Staffel, auf dem Sender Sat.1 statt. Die dreiteilige Folge Batmans beste Rolle wurde erst kurz nach dem Start der dritten Staffel auf Sat.1 erstausgestrahlt. Die dreiteilige Folge Die Zodiak-Verbrechen sowie die Doppelfolgen Großer König vom Nil und Die schwarze Witwe wurden erst 1992 vom 8. August bis zum 18. Oktober auf demselben Sender veröffentlicht.
| Nr. (ges.) | Nr. (St.) | Deutscher Titel                           | Originaltitel                   | Erstausstrahlung USA | Deutschsprachige Erstausstrahlung (D) | Regie          | Drehbuch                                                  | Gastauftritt (Darsteller)                                            |
| ---------- | --------- | ----------------------------------------- | ------------------------------- | -------------------- | ------------------------------------- | -------------- | --------------------------------------------------------- | -------------------------------------------------------------------- |
| 35         | 1         | Batman contra Robin Hood, Teil 1 & 2      | Shoot a Crooked Arrow           | 7. Sep. 1966         | 24. Feb. 1990                         | Sherman Marks  | Stanley Ralph Ross                                        | Archer (Art Carney)                                                  |
| 36         | 2         | Batman contra Robin Hood, Teil 1 & 2      | Walk the Straight and Narrow    | 8. Sep. 1966         | 24. Feb. 1990                         | Sherman Marks  | Stanley Ralph Ross                                        | Archer (Art Carney)                                                  |
| 37         | 3         | Frisch vom Grill, Teil 1 & 2              | Hot Off the Griddle             | 14. Sep. 1966        | 1. Dez. 1989                          | Don Weis       | Stanley Ralph Ross                                        | Catwoman (Julie Newmar)                                              |
| 38         | 4         | Frisch vom Grill, Teil 1 & 2              | The Cat and the Fiddle          | 15. Sep. 1966        | 2. Dez. 1989                          | Don Weis       | Stanley Ralph Ross                                        | Catwoman (Julie Newmar)                                              |
| 39         | 5         | Minnesänger – Börsensprenger, Teil 1 & 2  | The Minstrel’s Shakedown        | 21. Sep. 1966        | 17. Mär. 1990                         | Murray Golden  | Francis M. Cockrell & Marian B. Cockrell                  | Minstrel (Van Johnson)                                               |
| 40         | 6         | Minnesänger – Börsensprenger, Teil 1 & 2  | Barbecued Batman?               | 22. Sep. 1966        | 17. Mär. 1990                         | Murray Golden  | Francis M. Cockrell & Marian B. Cockrell                  | Minstrel (Van Johnson)                                               |
| 41         | 7         | Tut ruft – Batman rennt, Teil 1 & 2       | The Spell of Tut                | 28. Sep. 1966        | 3. Mär. 1990                          | Larry Peerce   | Robert C. Dennis & Earl Barret                            | King Tut (Victor Buono)                                              |
| 42         | 8         | Tut ruft – Batman rennt, Teil 1 & 2       | Tut’s Case Is Shut              | 29. Sep. 1966        | 3. Mär. 1990                          | Larry Peerce   | Robert C. Dennis & Earl Barret                            | King Tut (Victor Buono)                                              |
| 43         | 9         | Die beste Mutter von allen, Teil 1 & 2    | The Greatest Mother of Them All | 5. Okt. 1966         | 24. Nov. 1989                         | Oscar Rudolph  | Henry Slesar                                              | Ma Parker (Shelley Winters) Catwoman (Julie Newmar)                  |
| 44         | 10        | Die beste Mutter von allen, Teil 1 & 2    | Ma Parker                       | 6. Okt. 1966         | 25. Nov. 1989                         | Oscar Rudolph  | Henry Slesar                                              | Ma Parker (Shelley Winters) Catwoman (Julie Newmar)                  |
| 45         | 11        | Fünf vor zwölf, Teil 1 & 2                | The Clock King’s Crazy Crimes   | 12. Okt. 1966        | 10. Mär. 1990                         | James Neilson  | Bill Finger & Charles Sinclair                            | Clock King (Walter Slezak)                                           |
| 46         | 12        | Fünf vor zwölf, Teil 1 & 2                | The Clock King Gets Crowned     | 13. Okt. 1966        | 10. Mär. 1990                         | James Neilson  | Bill Finger & Charles Sinclair                            | Clock King (Walter Slezak)                                           |
| 47         | 13        | Ein dickes Ei für Gotham City, Teil 1 & 2 | An Egg Grows in Gotham          | 19. Okt. 1966        | 24. Mär. 1990                         | George Waggner | Stanley Ralph Ross Idee: Edwin Self                       | Egghead (Vincent Price)                                              |
| 48         | 14        | Ein dickes Ei für Gotham City, Teil 1 & 2 | The Yegg Foes in Gotham         | 20. Okt. 1966        | 24. Mär. 1990                         | George Waggner | Stanley Ralph Ross Idee: Edwin Self                       | Egghead (Vincent Price)                                              |
| 49         | 15        | Tödliches Fingerspiel, Teil 1 & 2         | The Devil’s Fingers             | 26. Okt. 1966        | 2. Jun. 1990                          | Larry Peerce   | Lorenzo Semple, Jr.                                       | Chandell/Harry (Liberace)                                            |
| 50         | 16        | Tödliches Fingerspiel, Teil 1 & 2         | The Dead Ringers                | 27. Okt. 1966        | 2. Jun. 1990                          | Larry Peerce   | Lorenzo Semple, Jr.                                       | Chandell/Harry (Liberace)                                            |
| 51         | 17        | Wahltag, Teil 1 & 2                       | Hizzonner the Penguin           | 2. Nov. 1966         | 7. Apr. 1990                          | Oscar Rudolph  | Stanford Sherman                                          | Pinguin (Burgess Meredith)                                           |
| 52         | 18        | Wahltag, Teil 1 & 2                       | Dizzoner the Penguin            | 3. Nov. 1966         | 7. Apr. 1990                          | Oscar Rudolph  | Stanford Sherman                                          | Pinguin (Burgess Meredith)                                           |
| 53         | 19        | Grünes Eis, Teil 1 & 2                    | Green Ice                       | 9. Nov. 1966         | 14. Apr. 1990                         | George Waggner | Max Hodge                                                 | Mr. Freeze (Otto Preminger)                                          |
| 54         | 20        | Grünes Eis, Teil 1 & 2                    | Deep Freeze                     | 10. Nov. 1966        | 14. Apr. 1990                         | George Waggner | Max Hodge                                                 | Mr. Freeze (Otto Preminger)                                          |
| 55         | 21        | Die Zeitmaschine, Teil 1 & 2              | The Impractical Joker           | 16. Nov. 1966        | 21. Apr. 1990                         | James B. Clark | Jay Thompson & Charles Hoffman                            | Joker (Cesar Romero)                                                 |
| 56         | 22        | Die Zeitmaschine, Teil 1 & 2              | The Joker’s Provokers           | 17. Nov. 1966        | 21. Apr. 1990                         | James B. Clark | Jay Thompson & Charles Hoffman                            | Joker (Cesar Romero)                                                 |
| 57         | 23        | Batman vor dem Traualtar, Teil 1 & 2      | Marsha, Queen of Diamonds       | 23. Nov. 1966        | 28. Apr. 1990                         | James B. Clark | Stanford Sherman                                          | Marsha, Queen of Diamonds (Carolyn Jones)                            |
| 58         | 24        | Batman vor dem Traualtar, Teil 1 & 2      | Marsha’s Scheme of Diamonds     | 24. Nov. 1966        | 28. Apr. 1990                         | James B. Clark | Stanford Sherman                                          | Marsha, Queen of Diamonds (Carolyn Jones)                            |
| 59         | 25        | High Noon in Gotham City, Teil 1 & 2      | Come Back, Shame                | 30. Nov. 1966        | 12. Mai 1990                          | Oscar Rudolph  | Stanley Ralph Ross                                        | Shame (Cliff Robertson)                                              |
| 60         | 26        | High Noon in Gotham City, Teil 1 & 2      | It’s How You Play the Game      | 1. Dez. 1966         | 12. Mai 1990                          | Oscar Rudolph  | Stanley Ralph Ross                                        | Shame (Cliff Robertson)                                              |
| 61         | 27        | Freiflug ins Gefängnis, Teil 1 & 2        | The Penguin’s Nest              | 7. Dez. 1966         | 17. Feb. 1990                         | Murray Golden  | Lorenzo Semple, Jr.                                       | Pinguin (Burgess Meredith)                                           |
| 62         | 28        | Freiflug ins Gefängnis, Teil 1 & 2        | The Bird’s Last Jest            | 8. Dez. 1966         | 17. Feb. 1990                         | Murray Golden  | Lorenzo Semple, Jr.                                       | Pinguin (Burgess Meredith)                                           |
| 63         | 29        | Der Stimmendiebstahl, Teil 1 & 2          | The Cat’s Meow                  | 14. Dez. 1966        | 19. Mai 1990                          | James B. Clark | Stanley Ralph Ross                                        | Catwoman (Julie Newmar)                                              |
| 64         | 30        | Der Stimmendiebstahl, Teil 1 & 2          | The Bat’s Kow Tow               | 15. Dez. 1966        | 19. Mai 1990                          | James B. Clark | Stanley Ralph Ross                                        | Catwoman (Julie Newmar)                                              |
| 65         | 31        | Über den Wolken, Teil 1 & 2               | The Puzzles Are Coming          | 21. Dez. 1966        | 26. Mai 1990                          | Jeffrey Hayden | Fred De Gorter                                            | Puzzler (Maurice Evans)                                              |
| 66         | 32        | Über den Wolken, Teil 1 & 2               | The Duo Is Slumming             | 22. Dez. 1966        | 26. Mai 1990                          | Jeffrey Hayden | Fred De Gorter                                            | Puzzler (Maurice Evans)                                              |
| 67         | 33        | Das Sandmännchen ist da, Teil 1 & 2       | The Sandman Cometh              | 28. Dez. 1966        | 9. Jun. 1990                          | George Waggner | Ellis St. Joseph & Charles Hoffman Idee: Ellis St. Joseph | Sandman (Michael Rennie) Catwoman (Julie Newmar)                     |
| 68         | 34        | Das Sandmännchen ist da, Teil 1 & 2       | The Catwoman Goeth              | 29. Dez. 1966        | 9. Jun. 1990                          | George Waggner | Ellis St. Joseph & Charles Hoffman Idee: Ellis St. Joseph | Sandman (Michael Rennie) Catwoman (Julie Newmar)                     |
| 69         | 35        | Vorsicht, Strahlung!, Teil 1 & 2          | The Contaminated Cowl           | 4. Jan. 1967         | 5. Mai 1990                           | Oscar Rudolph  | Charles Hoffman                                           | Mad Hatter (David Wayne)                                             |
| 70         | 36        | Vorsicht, Strahlung!, Teil 1 & 2          | The Mad Hatter Runs Afoul       | 5. Jan. 1967         | 5. Mai 1990                           | Oscar Rudolph  | Charles Hoffman                                           | Mad Hatter (David Wayne)                                             |
| 71         | 37        | Die Zodiak-Verbrechen, Teil 1 – 3         | The Zodiac Crimes               | 11. Jan. 1967        | 8. Aug. 1992                          | Oscar Rudolph  | Stephen Kandel & Stanford Sherman Idee: Stephen Kandel    | Joker (Cesar Romero) Pinguin (Burgess Meredith)                      |
| 72         | 38        | Die Zodiak-Verbrechen, Teil 1 – 3         | The Joker’s Hard Times          | 12. Jan. 1967        | 9. Aug. 1992                          | Oscar Rudolph  | Stephen Kandel & Stanford Sherman Idee: Stephen Kandel    | Joker (Cesar Romero) Pinguin (Burgess Meredith)                      |
| 73         | 39        | Die Zodiak-Verbrechen, Teil 1 – 3         | The Penguin Declines            | 18. Jan. 1967        | 15. Aug. 1992                         | Oscar Rudolph  | Stephen Kandel & Stanford Sherman Idee: Stephen Kandel    | Joker (Cesar Romero) Pinguin (Burgess Meredith)                      |
| 74         | 40        | In den Fängen der Katze, Teil 1 & 2       | That Darn Catwoman              | 19. Jan. 1967        | 16. Jun. 1990                         | Oscar Rudolph  | Stanley Ralph Ross                                        | Catwoman (Julie Newmar) Pussycat (Lesley Gore)                       |
| 75         | 41        | In den Fängen der Katze, Teil 1 & 2       | Scat! Darn Catwoman             | 25. Jan. 1967        | 16. Jun. 1990                         | Oscar Rudolph  | Stanley Ralph Ross                                        | Catwoman (Julie Newmar) Pussycat (Lesley Gore)                       |
| 76         | 42        | Batmans beste Rolle, Teil 1 – 3           | Penguin Is a Girl’s Best Friend | 26. Jan. 1967        | 26. Aug. 1990                         | James B. Clark | Stanford Sherman                                          | Pinguin (Burgess Meredith) Marsha, Queen of Diamonds (Carolyn Jones) |
| 77         | 43        | Batmans beste Rolle, Teil 1 – 3           | Penguin Sets a Trend            | 1. Feb. 1967         | 26. Aug. 1990                         | James B. Clark | Stanford Sherman                                          | Pinguin (Burgess Meredith) Marsha, Queen of Diamonds (Carolyn Jones) |
| 78         | 44        | Batmans beste Rolle, Teil 1 – 3           | Penguin’s Disastrous End        | 2. Feb. 1967         | 26. Aug. 1990                         | James B. Clark | Stanford Sherman                                          | Pinguin (Burgess Meredith) Marsha, Queen of Diamonds (Carolyn Jones) |
| 79         | 45        | Riddlers Geheimwaffe, Teil 1 & 2          | Batman’s Anniversary            | 8. Feb. 1967         | 23. Jun. 1990                         | James B. Clark | William P. D’Angelo                                       | Riddler (John Astin)                                                 |
| 80         | 46        | Riddlers Geheimwaffe, Teil 1 & 2          | A Riddling Controversy          | 9. Feb. 1967         | 23. Jun. 1990                         | James B. Clark | William P. D’Angelo                                       | Riddler (John Astin)                                                 |
| 81         | 47        | Der Joker lacht zuletzt, Teil 1 & 2       | The Joker’s Last Laugh          | 15. Feb. 1967        | 30. Jun. 1990                         | Oscar Rudolph  | Lorenzo Semple, Jr. Idee: Peter Rabe                      | Joker (Cesar Romero)                                                 |
| 82         | 48        | Der Joker lacht zuletzt, Teil 1 & 2       | The Joker’s Epitaph             | 16. Feb. 1967        | 30. Jun. 1990                         | Oscar Rudolph  | Lorenzo Semple, Jr. Idee: Peter Rabe                      | Joker (Cesar Romero)                                                 |
| 83         | 49        | Die Katzenaugenopale, Teil 1 & 2          | Catwoman Goes to College        | 22. Feb. 1967        | 7. Jul. 1990                          | Robert Sparr   | Stanley Ralph Ross                                        | Catwoman (Julie Newmar)                                              |
| 84         | 50        | Die Katzenaugenopale, Teil 1 & 2          | Batman Displays His Knowledge   | 23. Feb. 1967        | 7. Jul. 1990                          | Robert Sparr   | Stanley Ralph Ross                                        | Catwoman (Julie Newmar)                                              |
| 85         | 51        | Die grüne Hornisse, Teil 1 & 2            | A Piece of the Action           | 1. Mär. 1967         | 14. Jul. 1990                         | Oscar Rudolph  | Charles Hoffman                                           | Colonel Gumm (Roger C. Carmel)                                       |
| 86         | 52        | Die grüne Hornisse, Teil 1 & 2            | Batman’s Satisfaction           | 2. Mär. 1967         | 14. Jul. 1990                         | Oscar Rudolph  | Charles Hoffman                                           | Colonel Gumm (Roger C. Carmel)                                       |
| 87         | 53        | Großer König vom Nil, Teil 1 & 2          | King Tut’s Coup                 | 8. Mär. 1967         | 10. Okt. 1992                         | James B. Clark | Stanley Ralph Ross Idee: Leo Townsend & Pauline Townsend  | King Tut (Victor Buono)                                              |
| 88         | 54        | Großer König vom Nil, Teil 1 & 2          | Batman’s Waterloo               | 9. Mär. 1967         | 11. Okt. 1992                         | James B. Clark | Stanley Ralph Ross Idee: Leo Townsend & Pauline Townsend  | King Tut (Victor Buono)                                              |
| 89         | 55        | Die schwarze Witwe, Teil 1 & 2            | Black Widow Strikes Again       | 15. Mär. 1967        | 17. Okt. 1992                         | Oscar Rudolph  | Robert Mintz                                              | Black Widow (Tallulah Bankhead)                                      |
| 90         | 56        | Die schwarze Witwe, Teil 1 & 2            | Caught in the Spider’s Den      | 16. Mär. 1967        | 18. Okt. 1992                         | Oscar Rudolph  | Robert Mintz                                              | Black Widow (Tallulah Bankhead)                                      |
| 91         | 57        | Meister Joker, Teil 1 & 2                 | Pop Goes the Joker              | 22. Mär. 1967        | 4. Aug. 1990                          | George Waggner | Stanford Sherman                                          | Joker (Cesar Romero)                                                 |
| 92         | 58        | Meister Joker, Teil 1 & 2                 | Flop Goes the Joker             | 23. Mär. 1967        | 4. Aug. 1990                          | George Waggner | Stanford Sherman                                          | Joker (Cesar Romero)                                                 |
| 93         | 59        | Spion im Eis, Teil 1 & 2                  | Ice Spy                         | 29. Mär. 1967        | 11. Aug. 1990                         | Oscar Rudolph  | Charles Hoffman                                           | Mr. Freeze (Eli Wallach)                                             |
| 94         | 60        | Spion im Eis, Teil 1 & 2                  | The Duo Defy                    | 30. Mär. 1967        | 11. Aug. 1990                         | Oscar Rudolph  | Charles Hoffman                                           | Mr. Freeze (Eli Wallach)                                             |

## Staffel 3
Die Erstausstrahlung der dritten Staffel war vom 14. September 1967 bis zum 14. März 1968 auf dem US-amerikanischen Sender ABC zu sehen. Die deutschsprachige Erstausstrahlung fand vom 18. August bis zum 25. November 1990 auf dem Sender Sat.1 statt. Die Folgen 5, 6, 7 und 15 wurden erst 1992 vom 21. bis zum 29. November auf demselben Sender veröffentlicht.
| Nr. (ges.) | Nr. (St.) | Deutscher Titel                       | Originaltitel                            | Erstausstrahlung USA | Deutschsprachige Erstausstrahlung (D) | Regie          | Drehbuch                                        | Gastauftritt (Darsteller) |
| ---------- | --------- | ------------------------------------- | ---------------------------------------- | -------------------- | ------------------------------------- | -------------- | ----------------------------------------------- | --- |
| 95         | 1         | Batgirl kommt – Pinguin geht          | Enter Batgirl, Exit Penguin              | 14. Sep. 1967        | 18. Aug. 1990                         | Oscar Rudolph  | Stanford Sherman                                | Pinguin (Burgess Meredith) |
| 96         | 2         | Ring frei für den Riddler             | Ring Around the Riddler                  | 21. Sep. 1967        | 18. Aug. 1990                         | Sam Strangis   | Charles Hoffman                                 | Riddler (Frank Gorshin) Siren (Joan Collins) |
| 97         | 3         | Sirenengesang                         | The Wail of the Siren                    | 28. Sep. 1967        | 25. Aug. 1990                         | George Waggner | Stanley Ralph Ross                              | Siren (Joan Collins) |
| 98         | 4         | Lola Lasagne                          | The Sport of Penguins                    | 5. Okt. 1967         | 25. Aug. 1990                         | Sam Strangis   | Charles Hoffman                                 | Pinguin (Burgess Meredith) Lola Lasagne (Ethel Merman)                                                                                                   |
| 99         | 5         | Das gefärbte Pferd                    | A Horse of Another Color                 | 12. Okt. 1967        | 21. Nov. 1992                         | Sam Strangis   | Charles Hoffman                                 | Pinguin (Burgess Meredith) Lola Lasagne (Ethel Merman)                                                                                                   |
| 100        | 6         | Der schlimmste Tut von allen          | The Unkindest Tut of All                 | 19. Okt. 1967        | 22. Nov. 1992                         | Sam Strangis   | Stanley Ralph Ross                              | King Tut (Victor Buono) |
| 101        | 7         | Louie Lilac schlägt zurück            | Louie, the Lilac                         | 26. Okt. 1967        | 28. Nov. 1992                         | George Waggner | Dwight Taylor                                   | Louie the Lilac (Milton Berle) |
| 102        | 8         | Mein Freund der Neosaurus, Teil 1 & 2 | The Ogg and I                            | 2. Nov. 1967         | 16. Sep. 1990                         | Oscar Rudolph  | Stanford Sherman                                | Egghead (Vincent Price) Olga, Queen of the Cossacks Anne Baxter                                                                                          |
| 103        | 9         | Mein Freund der Neosaurus, Teil 1 & 2 | How to Hatch a Dinosaur                  | 9. Nov. 1967         | 16. Sep. 1990                         | Oscar Rudolph  | Stanford Sherman                                | Egghead (Vincent Price) Olga, Queen of the Cossacks Anne Baxter                                                                                          |
| 104        | 10        | Heiliges Surfbrett                    | Surf’s Up! Joker’s Under!                | 16. Nov. 1967        | 23. Sep. 1990                         | Oscar Rudolph  | Charles Hoffman                                 | Joker (Cesar Romero) |
| 105        | 11        | Nebel über London, Teil 1 – 3         | The Londinium Larcenies                  | 23. Nov. 1967        | 25. Nov. 1990                         | Oscar Rudolph  | Elkan Allan & Charles Hoffman Idee: Elkan Allan | Lord Marmaduke Ffogg (Rudy Vallée) Lady Penelope Peasoup (Glynis Johns)                                                                                  |
| 106        | 12        | Nebel über London, Teil 1 – 3         | The Foggiest Notion                      | 30. Nov. 1967        | 25. Nov. 1990                         | Oscar Rudolph  | Elkan Allan & Charles Hoffman Idee: Elkan Allan | Lord Marmaduke Ffogg (Rudy Vallée) Lady Penelope Peasoup (Glynis Johns)                                                                                  |
| 107        | 13        | Nebel über London, Teil 1 – 3         | The Bloody Tower                         | 7. Dez. 1967         | 25. Nov. 1990                         | Oscar Rudolph  | Elkan Allan & Charles Hoffman Idee: Elkan Allan | Lord Marmaduke Ffogg (Rudy Vallée) Lady Penelope Peasoup (Glynis Johns)                                                                                  |
| 108        | 14        | Killer-Kätzchen                       | Catwoman’s Dressed to Kill               | 14. Dez. 1967        | 18. Nov. 1990                         | Sam Strangis   | Stanley Ralph Ross                              | Catwoman (Eartha Kitt) |
| 109        | 15        | Das Eier-Pärchen                      | The Ogg Couple                           | 21. Dez. 1967        | 29. Nov. 1992                         | Oscar Rudolph  | Stanford Sherman                                | Egghead (Vincent Price) Olga, Queen of the Cossacks (Anne Baxter)                                                                                        |
| 110        | 16        | Jokers Lieblingskatze, Teil 1 & 2     | The Funny Feline Felonies                | 28. Dez. 1967        | 30. Sep. 1990                         | Oscar Rudolph  | Stanley Ralph Ross                              | Joker (Cesar Romero) Catwoman (Eartha Kitt) |
| 111        | 17        | Jokers Lieblingskatze, Teil 1 & 2     | The Joke’s on Catwoman                   | 4. Jan. 1968         | 30. Sep. 1990                         | Oscar Rudolph  | Stanley Ralph Ross                              | Joker (Cesar Romero) Catwoman (Eartha Kitt) |
| 112        | 18        | Schon wieder Flieder                  | Louie’s Lethal Lilac Time                | 11. Jan. 1968        | 11. Nov. 1990                         | Sam Strangis   | Charles Hoffman                                 | Louie the Lilac (Milton Berle) |
| 113        | 19        | Lady Noras Verbrecherkränzchen        | Nora Clavicle and the Ladies’ Crime Club | 18. Jan. 1968        | 11. Nov. 1990                         | Oscar Rudolph  | Stanford Sherman                                | Nora Clavicle (Barbara Rush) |
| 114        | 20        | Der Pinguin räumt auf                 | Penguin’s Clean Sweep                    | 25. Jan. 1968        | 28. Okt. 1990                         | Oscar Rudolph  | Stanford Sherman                                | Pinguin (Burgess Meredith) |
| 115        | 21        | Der große Eisenbahnraub, Teil 1 & 2   | The Great Escape                         | 1. Feb. 1968         | 21. Okt. 1990                         | Oscar Rudolph  | Stanley Ralph Ross                              | Shame (Cliff Robertson) Calamity Jan (Dina Merrill) |
| 116        | 22        | Der große Eisenbahnraub, Teil 1 & 2   | The Great Train Robbery                  | 8. Feb. 1968         | 21. Okt. 1990                         | Oscar Rudolph  | Stanley Ralph Ross                              | Shame (Cliff Robertson) Calamity Jan (Dina Merrill) |
| 117        | 23        | Tief, tiefer, Tut                     | I’ll Be a Mummy’s Uncle                  | 22. Feb. 1968        | 28. Okt. 1990                         | Sam Strangis   | Stanley Ralph Ross                              | King Tut (Victor Buono) |
| 118        | 24        | Vorsicht: UFO                         | The Joker’s Flying Saucer                | 29. Feb. 1968        | 14. Okt. 1990                         | Sam Strangis   | Charles Hoffman                                 | Joker (Cesar Romero) |
| 119        | 25        | Aus Cassandras Hexenküche             | The Entrancing Dr. Cassandra             | 7. Mär. 1968         | 14. Okt. 1990                         | Sam Strangis   | Stanley Ralph Ross                              | Dr. Cassandra Spellcraft (Ida Lupino) Cabala (Howard Duff) Mit Cameos von Catwoman, Egghead, Joker, King Tut, Pinguin und Riddler, gespielt von Doubles. |
| 120        | 26        | Her mit den Millionen                 | Minerva, Mayhem and Millionaires         | 14. Mär. 1968        | 18. Nov. 1990                         | Oscar Rudolph  | Charles Hoffman                                 | Minerva (Zsa Zsa Gabor) |